# Marjet Wessels Boer

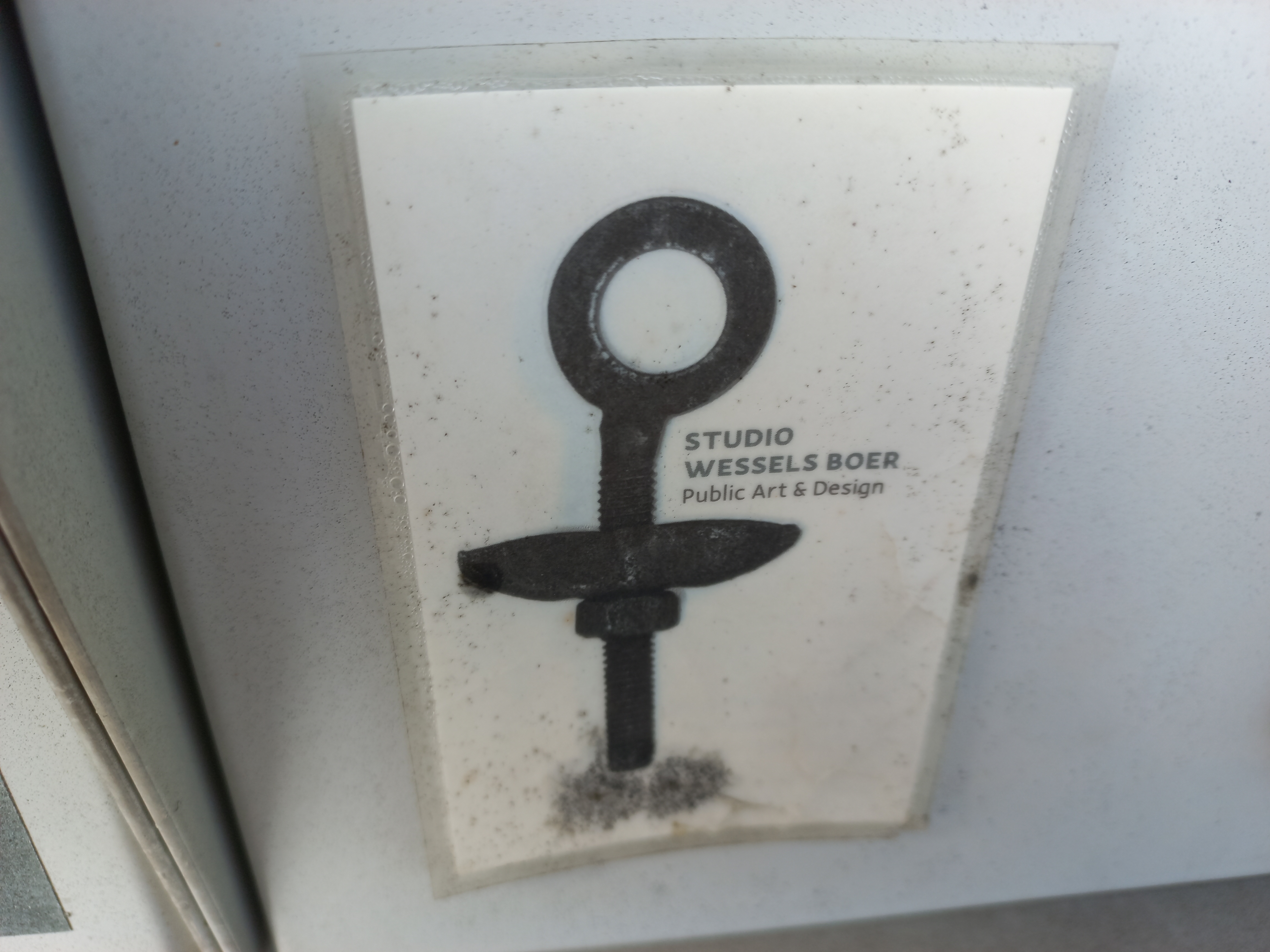
Marjet Wessels Boer (maart 2023)

Marjet Wessels Boer (Beilen, 30 oktober 1978) is een Nederlands kunstenares.
Zij werd opgeleid aan de Gerrit Rietveld Academie en werkt sindsdien in Amsterdam als ontwerper en beeldhouwer.
Tot haar werken in of bij de openbare ruimte in behoren de volgende objecten in Amsterdamː
- het Kabouterhuis-hek (Nieuw-West, 2001)
- Verzonken tafel, Buurttafel Mien Ruysplantsoen (Oost, 2009)
- het Straatkleed in de Henrick de Keijserstraat (Zuid, 2010)
- Dubbel glas (West, 2011)
- ODE's blozers (Centrum, 2012)
- Het begon met een dubbeltje (Oost, 2013)
- Voortdurend (West, 2021)
- Paleisbeeld (Zuid, 2021)

In Etten-Leur staat Taluton, van 2015.

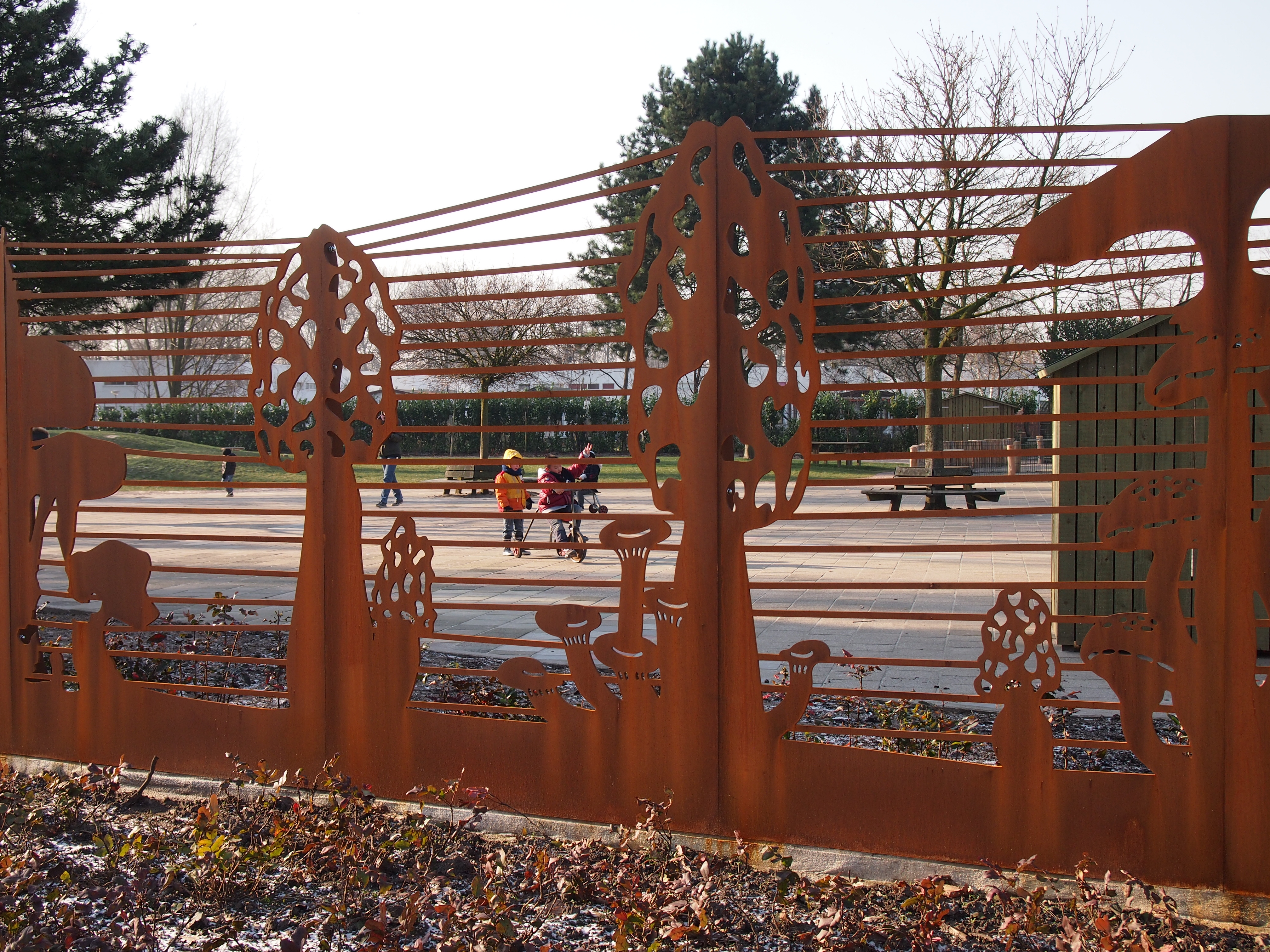
Kabouterhuis-hek
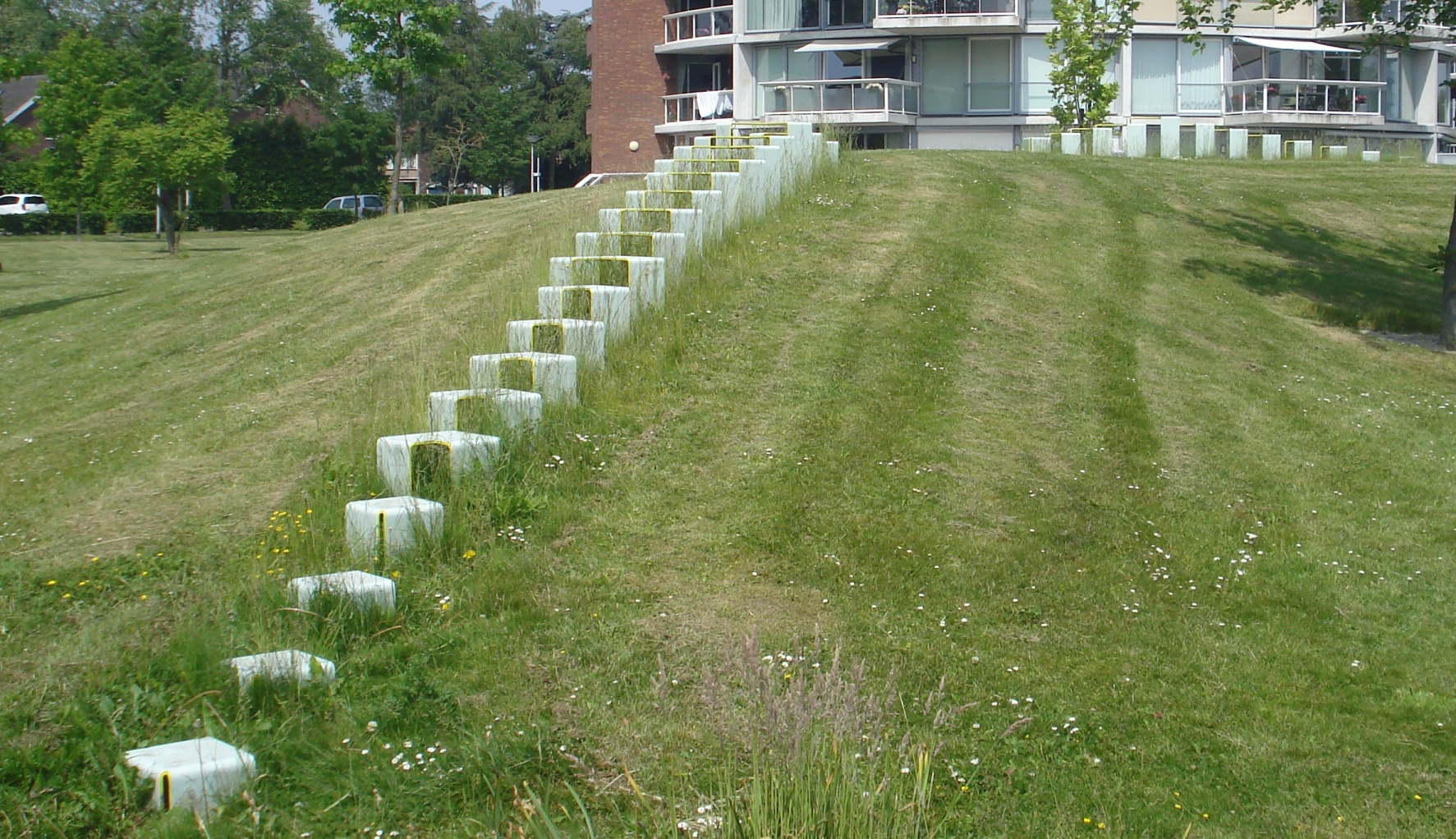
Taluton
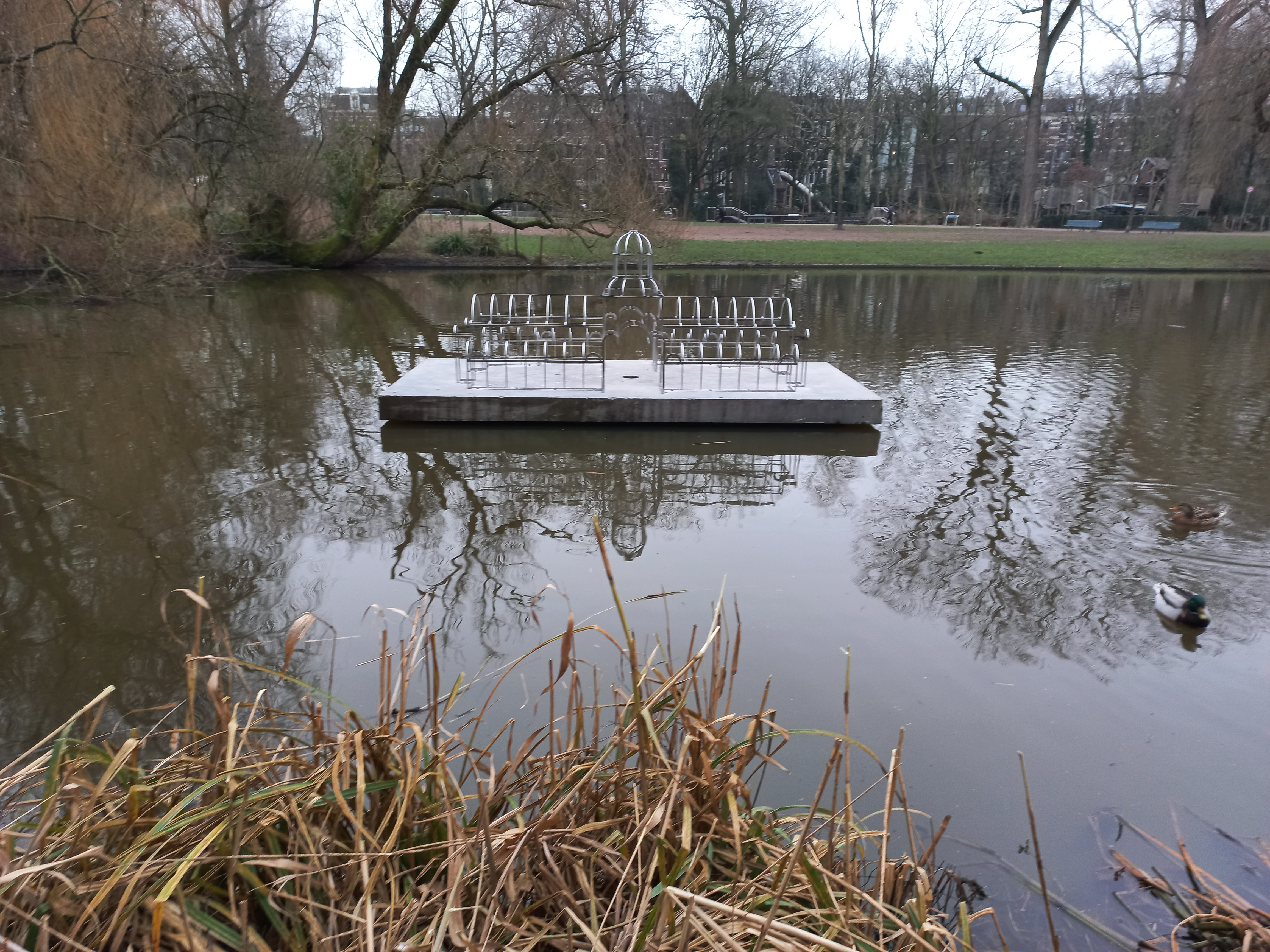
Paleis-beeld